# Tart trứng
Tart trứng (phồn thể: 蛋撻; giản thể: 蛋挞; Yale Quảng Đông: daahn tāat; bính âm: dàntǎ) là một loại bánh tart được tìm thấy trong nền ẩm thực Trung Quốc, bắt nguồn từ tart trứng sữa Anh và pastel de nata Bồ Đào Nha. Món ăn bao gồm một lớp vỏ bánh ngọt bên ngoài chứa đầy sữa trứng. Bánh thường được phục vụ tại nhà hàng dim sum, tiệm bánh Trung Hoa và cha chaan teng (quán cà phê kiểu Hồng Kông).

## Lịch sử
Bánh tart trứng bắt đầu được bán vào đầu thế kỷ 20 tại Quảng Châu, Quảng Đông, lấy cảm hứng từ tart trứng sữa ở châu Âu. Vị thế của Quảng Châu là cảng duy nhất mà các thương nhân nước ngoài châu Âu có thể tiếp cận đã dẫn đến sự phát triển của ẩm thực Quảng Đông có nhiều ảnh hưởng từ bên ngoài. Khi nền kinh tế Quảng Châu phát triển nhờ thương mại và tương tác với các cường quốc châu Âu, các đầu bếp bánh ngọt tại các cửa hàng bách hóa phương Tây trong thành phố "bị áp lực phải nghĩ ra những món đồ mới và thú vị để thu hút khách hàng". Vì vậy, các loại bánh tart trứng được lấy cảm hứng từ những món ăn châu Âu, có vỏ bánh làm từ mỡ lợn và nhân tương tự như bánh pudding trứng hấp (燉蛋), sau đó được các cửa hàng bách hóa tạo ra và xuất hiện với tên "Weekly Special". Ngày nay, có hai loại bánh tart trứng chính ở Trung Quốc. Loại bánh xuất hiện vào khoảng năm 1927 tại Nhà hàng Zhen Guang (真光酒樓) ở Quảng Châu gần giống với món phổ biến ở Quảng Châu và Hồng Kông ngày nay. Loại còn lại đến từ Ma Cao giống với phiên bản Bồ Đào Nha, mang tên pastel de nata, vì Ma Cao đã từng là thuộc địa của Bồ Đào Nha.

## Biến thể

### Hồng Kông

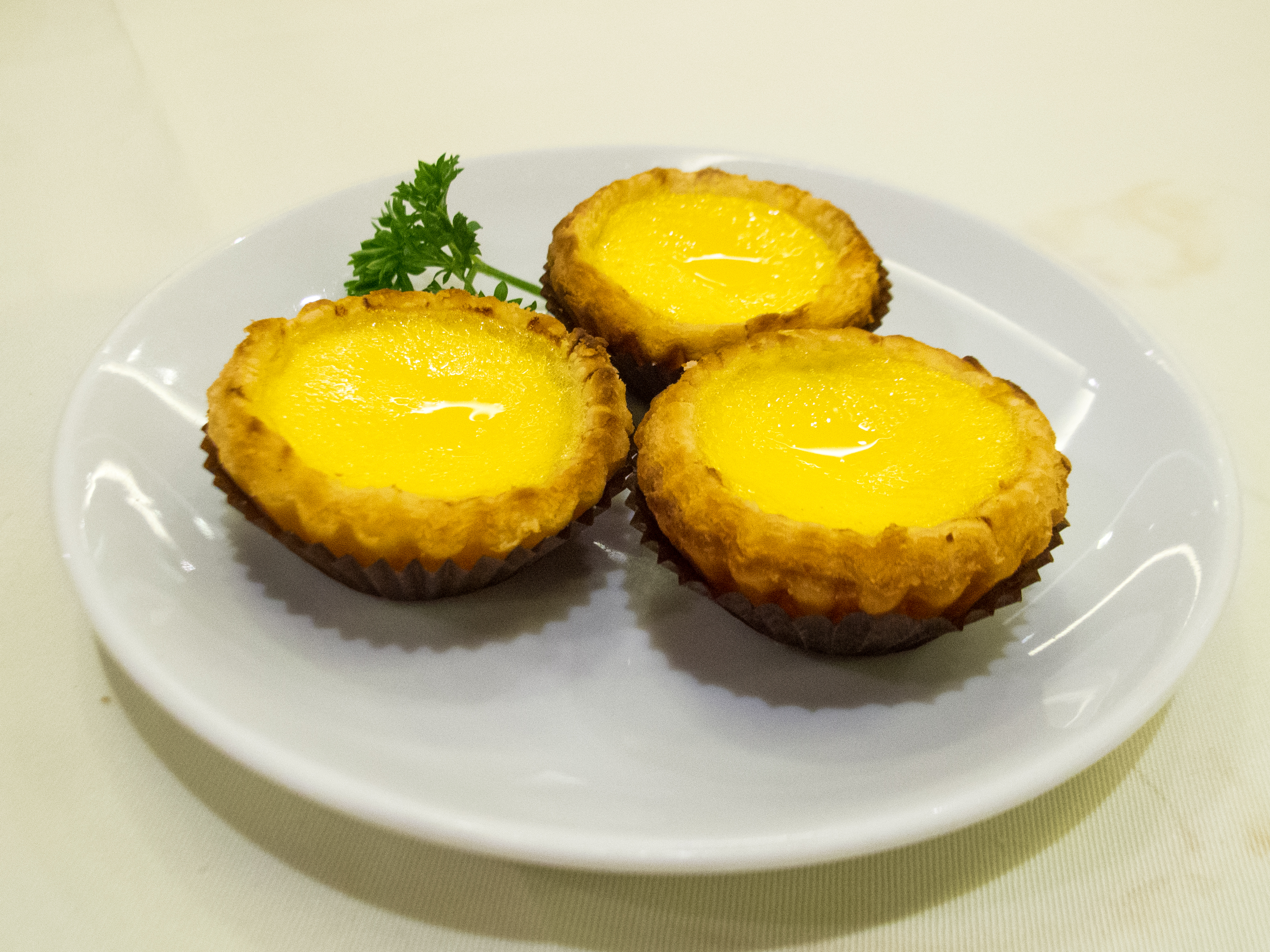
Tart trứng kiểu Hồng Kông

Tart trứng được giới thiệu đến Hồng Kông qua Quảng Châu vào những năm 1940 nhưng ban đầu chỉ có thể tìm thấy ở các nhà hàng kiểu phương Tây cao cấp. Vào những năm 60 của thế kỷ trước, cha chaan teng bắt đầu phục vụ món ăn này, phổ biến đến tầng lớp lao động Hồng Kông.
Tart trứng Hồng Kông thường nhỏ hơn và được phục vụ theo hai hoặc ba phần, trái ngược với phiên bản Quảng Châu ban đầu lớn hơn và có thể được phục vụ như một món duy nhất. Nhân sữa trứng có thể có thêm hương vị sô cô la, trà xanh hoặc tổ yến và lớp vỏ bên ngoài có thể được làm bằng pastry.
Vào tháng 6 năm 2014, kỹ thuật sản xuất món ăn này đã chính thức được đưa vào Kho di sản văn hóa phi vật thể của Hồng Kông.

### Ma Cao

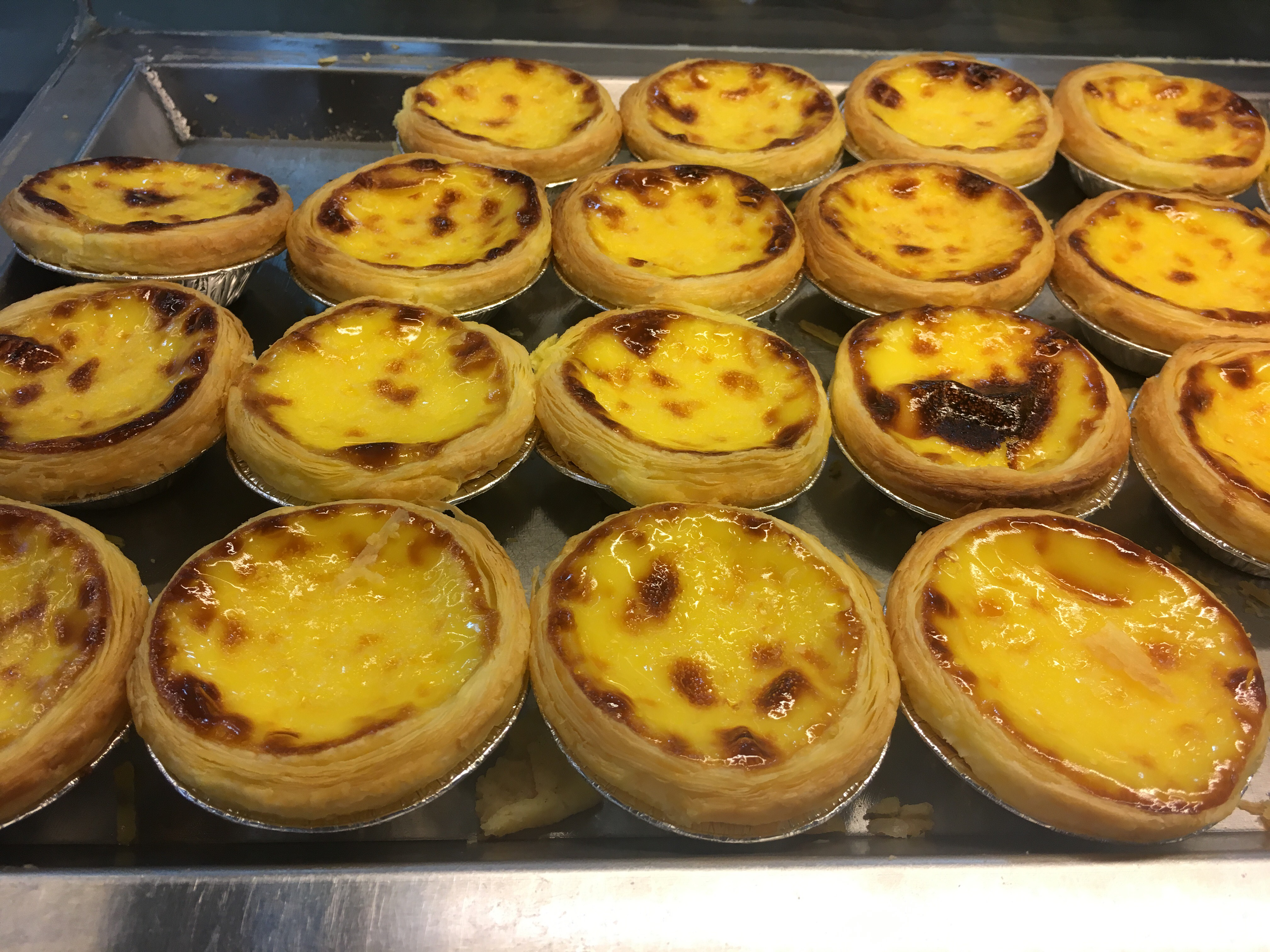
Pastel de nata kiểu Ma Cao

Năm 1989, dược sĩ người Anh, Andrew Stow và vợ ông là Margaret Wong mở tiệm bánh Lord Stow's ở Lộ Hoàn, nơi họ bán bánh tart pastel de nata Bồ Đào Nha. Biến thể này là bánh tart Bồ Đào Nha (葡撻; poùh tāat). Năm 1999, Wong bán công thức này cho KFC, sau đó công ty này đã giới thiệu món pastel de nata kiểu Ma Cao tới các khu vực khác ở Châu Á, bao gồm cả Singapore và Đài Loan.
Trái ngược với bánh tart trứng kiểu Hồng Kông, bánh trứng kiểu Ma Cao có phần trên màu nâu caramel.